# Чемпионат России по пляжному футболу
Чемпионат России по пляжному футболу — российское соревнование по пляжному футболу. Проводится ежегодно начиная с 2005 года. В турнире принимают участие 9 команд, получившие право на участие в финальном турнире в ходе зональных соревнований.

## Регламент

### 2014
С сезона 2014 чемпионат проводится по новой системе. В турнире принимают участие 8 команд, которые сыграют между собой по 2 матча. 14 туров разбиты на 3 этапа. За победу в основное время начисляется 3 очка, в овертайме или серии пенальти 2 очка, поражение в овертайме или серии пенальти 1 очко. Четыре лучшие команды по итогам этих этапов выходят в Суперфинал, который будет проводиться по системе плей-офф. Полуфинальные матчи и финал состоят из серии до двух побед. Матч за третье место предполагает один матч. Команды, по итогам национального первенства занявшие 7-е и 8-е места, выбывают из списка участников чемпионата в следующем году, а их место занимают финалисты Кубка России.

### 2015
По сравнению с предыдущим сезоном изменилась система начисления очков. Теперь за победу в овертайме присуждается 2 очка, серии пенальти — 1 очко, а за любое поражение команда не получит ни одного очка.
Также изменился лимит легионеров. С сезона 2015 в заявку на матч может быть включено не более трех легионеров, а одновременно на поле может находиться не более двух.
Ещё у команд появилась возможность один раз за матч взять минутный тайм-аут.

### 2017
С сезона 2017 компания Фонбет стала спонсором чемпионата и Кубка России по пляжному футболу.

## Результаты
| Год  | Победитель                 | Финалист                   | 3-е место                  | Место проведения финала |
| ---- | -------------------------- | -------------------------- | -------------------------- | ----------------------- |
| 2005 | Сити Химик (Россошь)       | Дрим тим МФТИ (Москва)     | Дельта (Саратов)           | Анапа                   |
| 2006 | TIM (Санкт-Петербург)      | Строгино (Москва)          | CITY МФТИ (Москва)         | Сочи                    |
| 2007 | IBS (Санкт-Петербург)      | Строгино (Москва)          | TIM (Санкт-Петербург)      | Сочи                    |
| 2008 | Строгино (Москва)          | Дельта (Саратов)           | Бизнес-Право (Саратов)     | Сочи                    |
| 2009 | Строгино (Москва)          | IBS (Санкт-Петербург)      | Лукойл (Калининград)       | Сочи                    |
| 2010 | Локомотив (Москва)         | Строгино (Москва)          | Голден (Санкт-Петербург)   | Анапа                   |
| 2011 | Локомотив (Москва)         | Строгино (Москва)          | Крылья Советов (Самара)    | Санкт-Петербург         |
| 2012 | Локомотив (Москва)         | Кристалл (Санкт-Петербург) | Строгино (Москва)          | Санкт-Петербург         |
| 2013 | Кристалл (Санкт-Петербург) | Ротор-Волгоград            | Локомотив (Москва)         | Москва                  |
| 2014 | Ротор-Волгоград            | Кристалл (Санкт-Петербург) | Строгино (Москва)          | Волгоград               |
| 2015 | Кристалл (Санкт-Петербург) | Крылья Советов (Самара)    | Локомотив (Москва)         | Сочи                    |
| 2016 | Кристалл (Санкт-Петербург) | Золотой (Санкт-Петербург)  | Локомотив (Москва)         | Санкт-Петербург         |
| 2017 | Локомотив (Москва)         | Кристалл (Санкт-Петербург) | ЦСКА (Москва)              | Саратов                 |
| 2018 | Кристалл (Санкт-Петербург) | Дельта (Саратов)           | Спартак (Москва)           | Москва                  |
| 2019 | Кристалл (Санкт-Петербург) | Спартак (Москва)           | Крылья Советов (Самара)    | Самара                  |
| 2020 | Локомотив (Москва)         | Спартак (Москва)           | Кристалл (Санкт-Петербург) | Санкт-Петербург         |
| 2021 | Кристалл (Санкт-Петербург) | Дельта (Саратов)           | Локомотив (Москва)         | Москва                  |
| 2022 | Кристалл (Санкт-Петербург) | Локомотив (Москва)         | ЦСКА (Москва)              | Санкт-Петербург         |
| 2023 | Кристалл (Санкт-Петербург) | Локомотив (Москва)         | Саратов                    | Москва                  |
| 2024 | Кристалл (Санкт-Петербург) | Спартак (Москва)           | Саратов                    | Саратов                 |

## Лучшие команды
| Команда                       | Число побед                                              | 2-е место                  | 3-е место                  | Всего медалей |
| ----------------------------- | -------------------------------------------------------- | -------------------------- | -------------------------- | ------------- |
| Кристалл (Санкт-Петербург)    | 9 (2013, 2015, 2016, 2018, 2019, 2021, 2022, 2023, 2024) | 3 (2012, 2014, 2017)       | 1 (2020)                   | 13            |
| Локомотив (Москва)            | 5 (2010, 2011, 2012, 2017, 2020)                         | 2 (2022, 2023)             | 4 (2013, 2015, 2016, 2021) | 11            |
| Строгино (Москва)             | 2 (2008, 2009)                                           | 4 (2006, 2007, 2010, 2011) | 2 (2012, 2014)             | 8             |
| Ротор-Волгоград (Волгоград)   | 1 (2014)                                                 | 1 (2013)                   | —                          | 2             |
| IBS (Санкт-Петербург)         | 1 (2007)                                                 | 1 (2009)                   | —                          | 2             |
| TIM (Санкт-Петербург)         | 1 (2006)                                                 | —                          | 1 (2007)                   | 2             |
| Сити Химик (Воронежская обл.) | 1 (2005)                                                 | —                          | —                          | 1             |
| Дельта (Саратов)              | —                                                        | 3 (2008, 2018, 2021)       | 1 (2005)                   | 4             |
| Спартак (Москва)              | —                                                        | 3 (2019, 2020, 2024)       | 1 (2018)                   | 4             |
| Крылья Советов (Самара)       | —                                                        | 1 (2015)                   | 2 (2011, 2019)             | 3             |
| Золотой (Санкт-Петербург)     | —                                                        | 1 (2016)                   | —                          | 1             |
| Дрим тим МФТИ (Москва)        | —                                                        | 1 (2005)                   | —                          | 1             |
| ЦСКА (Москва)                 | —                                                        | —                          | 2 (2017, 2022)             | 2             |
| Саратов (Саратов)             | —                                                        | —                          | 2 (2023, 2024)             | 2             |
| Golden (Санкт-Петербург)      | —                                                        | —                          | 1 (2010)                   | 1             |
| Лукойл (Калининград)          | —                                                        | —                          | 1 (2009)                   | 1             |
| Бизнес-Право (Саратов)        | —                                                        | —                          | 1 (2008)                   | 1             |
| CITY МФТИ (Москва)            | —                                                        | —                          | 1 (2006)                   | 1             |

## Лучшие игроки
| Год  | Лучший игрок                    | Лучший бомбардир                | Лучший вратарь                    |
| ---- | ------------------------------- | ------------------------------- | --------------------------------- |
| 2005 | Иван Востриков (Сити Химик)     | Александр Широков (Спутник)     | Виталий Сидоренко (Дрим Тим МФТИ) |
| 2006 | Фернандо (CITY МФТИ)            | Станислав Бирюков (TIM)         | Андрей Бухлицкий (Строгино)       |
| 2007 | Буру (IBS)                      | Андре (IBS)                     | Андрей Бухлицкий (Строгино)       |
| 2008 | Илья Леонов (Строгино)          | Евгений Кец (Лукойл)            | Леонид Городнов (Дельта)          |
| 2009 | Юрий Крашенинников (IBS)        | Андре (IBS)                     | Александр Курчев (Лукойл)         |
| 2010 | Олег Мозговой (Дельта)          | Егор Шайков (Локомотив)         | Игорь Оленин (Строгино)           |
| 2011 | Антон Шкарин (Локомотив)        | Фернандо (Крылья Советов)       | Александр Филимонов (Локомотив)   |
| 2012 | Датинья (Кристалл)              | Андре (IBS)                     | Данила Ипполитов (Строгино)       |
| 2013 | Дмитрий Шишин (Ротор-Волгоград) | Анатолий Перемитин (Кристалл)   | Максим Чужков (Ротор-Волгоград)   |
| 2014 | Дмитрий Шишин (Ротор-Волгоград) | Дмитрий Шишин (Ротор-Волгоград) | Максим Чужков (Ротор-Волгоград)   |
| 2015 | Игорь Бриштель (Крылья Советов) | Игорь Бриштель (Крылья Советов) | Иван Островский (Кристалл)        |
| 2016 | Маурисиньо (Золотой)            | Маурисиньо (Золотой)            | Иван Островский (Кристалл)        |
| 2017 | Диого Катарино (Локомотив)      | Родриго (Кристалл)              | Максим Чужков (Локомотив)         |
| 2018 | Льоренс Гомес (ЦСКА)            | Льоренс Гомес (ЦСКА)            | Максим Чужков (Кристалл)          |
| 2019 | Лукао (Крылья Советов)          | Родриго (Кристалл)              | Павел Баженов (Спартак)           |
| 2020 | Нуритдин Мамадиев (Локомотив)   | Борис Никоноров (Локомотив)     | Денис Пархоменко (Спартак)        |
| 2021 | Датинья (Кристалл)              | Борис Никоноров (Локомотив)     | Станислав Кошарный (Локомотив)    |
| 2022 | Родриго (Кристалл)              | Родриго (Кристалл)              | Максим Чужков (Кристалл)          |
| 2023 | Алексей Макаров (Кристалл)      | Игорь Бриштель (Кристалл)       | Максим Чужков (Кристалл)          |
| 2024 | Родриго (Кристалл)              | Брено Шавьер (Лекс)             | Роман Фомин (Спартак)             |

## Лучшие бомбардиры
Статистика приведена по состоянию на ноябрь 2024 года.
| №  | Футболист          | Голов |
| -- | ------------------ | ----- |
| 1  | Игорь Бриштель     | 197   |
| 2  | Родриго            | 168   |
| 3  | Дмитрий Шишин      | 165   |
| 3  | Борис Никоноров    | 165   |
| 4  | Фёдор Земсков      | 162   |
| 5  | Маурисиньо         | 158   |
| 6  | Андрей Панкратов   | 153   |
| 7  | Алексей Макаров    | 150   |
| 8  | Датинья (Кристалл) | 135   |
| 9  | Сергей Степлиани   | 118   |
| 10 | Юрий Крашенинников | 113   |